# Макуліле
Макуліле́ (порт. maculelê) — парний танок з паличками. Як правило виконується під гру на барабані-атобаке (порт. atabaque). Прийнято вважати, що танок виник з бойової системи в якій використовувались палки або ножі, яка модифікувалась і дійшла до наших часів як хореографія. Макуліле є частиною афро-бразильських традицій. Тому в капоейрі йому приділяється увага. Капоейристи танцюють макуліле заради розваги або використовують його постановки при показових виступах.

## Походження
Існує декілька легенд про походження макуліле. Найпоширеніша з них розповідає про поселення індіанців у джунглях Бразилії. Одного дня, всі дорослі чоловіки пішли на полювання, а в селі залишилися самі жінки, діти і старі люди. Неочікувано на село напали вороги (найчастіше вказуються португальці) з наміром полонити усіх жителів. Проте, старі чоловіки, що не пішли на полювання озброївшись ножами і дрючками дали відсіч нападникам. За легендою, основа макуліле — сукупність прийомів боротьби якими були побиті португальці. Іноді, початок макуліле вбачають в театралізованій виставі, в якій старі захисники показали молодим воїнам, як саме вони захищали поселення.
По іншій версії, нападників прогнав хлопчик на ім'я Макуліле. Він від природи був кволий, але напившись чарівного напою з журеми (галюціногенного відвару), зміг сам побити нападників.
Зараз макуліле існує лише у формі танцю. Про його бойове походження згадується у пісні:
| Uma luta chamada maculele   | Одна боротьба відома як макуліле                 |
| Vira danca para nao more... | Перетворилась на танок, для того щоб не зникнути |

## Сучасне макуліле

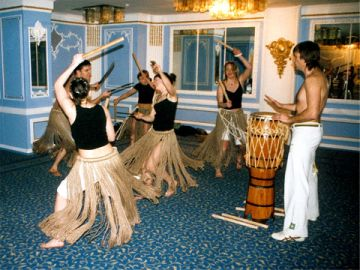
Репетиція макуліле

Сучасне макуліле розвивається в основному капоейристами. Рухи макуліле мало нагадують капоейру, але в ньому також присутній ритм. Тому, іноді, вважають, що тренування макуліле сприяють кращому розумінню капоейри.
Макуліле танцюють з двома паличками (порт. grimas), тримаючи по одній в кожній руці. Танок є майже повною імпровізацією. Двоє партнерів виконують па і співударяють свої грімаш у певному ритмі.

### Рода макуліле
Рода макуліле схожа на роду капоейри. Учасники стають у коло. Для задання ритму використовують один або декілька барабанів. 
Танцює тільки одна пара всередині кола. Інші учасники роди відбивають у колі ритм своїми паличками. Танцюючих можна замінювати, виходячи в коло як по-одному так і парою. Правила заміни танцюючого різнятся у різних школах капоейри.

## Основні правила танцю
Всі рухи макуліле виконуються на чотири такти. На кожен перший (або четвертий) такт партнери співударяють палички, що тримають у правих руках. В залежності від конкретного руху, в інші три такти можна співударяти свої палички одна об одну, або стукати ними по підлозі, або ж не робити ні те ні інше.

### Основний крок
Як і всі рухи макуліле, основний крок виконуться у чотири такти. 
1. На першому такті ліва (або права) нога робить крок уперед, вага тіла переноситься уперед, паличка у правій руці співударяється з паличкою у лівій руці або ж з паличкою партнера.
2. На другому такті, вага тіла переноситься назад. Палички можуть співударятися.
3. Ліва (права) нога робить крок назад, вага тіла переноситься на неї.
4. Вага тіла переноситься вперед.

До рухів ногами додають також рухи руками і корпусом.

## Типові постановки
Для більшої видовищності в хореографічних постановках макуліле іноді замість паличок використовують ножі-мачете. 
У виступах використовують складніші рухи ніж для роди макуліле. Виступаючі можуть зображувати війну індіанських племен, або ритуальні танці. Іноді у виступах показують складні акробатичні елементи. 
Ще однією розповсюдженною постановкою є макуліле з палаючими смолоскипами. Танцюристи також демонструють „вогнене дихання“, випльовуючи на полум'я горючу рідину (напр. гас).